# 吉野一基
吉野 一基（よしの かずき、1985年1月23日 - ）は、埼玉県出身の元サッカー選手。ポジションはディフェンダー・ミッドフィールダー

## 来歴
2013年にミャンマーサッカーリーグ初の日本人選手として、マグエFCに入団。2014年には前年度のリーグチャンピオンであるヤンゴン・ユナイテッドFCに移籍し活躍。AFCカップ2014に出場し予選リーグ突破に貢献するが、シーズン終盤に怪我により退団。
怪我からの回復後、古巣のヤンゴン・ユナイテッドFCからオファーがあったが断って引退をすることをブログで発表した。
引退後はミャンマー支援や東日本大震災のチャリティーイベントの主催を行う。また2015年からジュニアユースクラブである坂戸ディプロマッツのコーチに就任。2017年から母校の武蔵越生高等学校サッカー部のコーチに就任。

## プレースタイル
センターバックが主だが、チーム事情により守備的ミッドフィルダーを務めることもある。DF能力に長けており、身体能力、対人、空中戦、ビルドアップの評価が高い。

## 所属クラブ
- 武蔵越生高等学校
- 道都大学
- 2007年 - 2008年  ノルブリッツ北海道
- 2009年  アルビレックス新潟シンガポール
- 2010年  ウッドランド・ウェリントンFC
- 2011年  シーサケートFC
- 2011年  ブラウブリッツ秋田
- 2012年  ツエーゲン金沢
- 2013年  マグエFC
- 2014年  ヤンゴン・ユナイテッドFC